# Iván Böszörményi-Nagy
Iván Böszörményi-Nagy, Boszormenyi-Nagy (* 19. Mai 1920 in Budapest; † 28. Januar 2007 in Glenside, Pennsylvania) war ein ungarisch-US-amerikanischer Psychiater, Psychotherapeut und Hochschullehrer, der vor allem für die Entwicklung des kontextuellen Ansatzes in der Systemischen Familientherapie und individuellen Psychotherapie bekannt wurde. Er gilt als einer der Pioniere der Familientherapie in den 1950er und 1960er Jahren. Sein Ansatz integriert individuelle psychologische, zwischenmenschliche, existenzielle, systemische und generationsübergreifende Dimensionen des individuellen und familiären Lebens und der Entwicklung.
Psychiater wie er, sowie Murray Bowen und Lyman C. Wynne gingen über eine individualpsychologische Behandlung hinaus, wenn sie schwere psychische Störungen, insbesondere Schizophrenie, behandelten.

## Leben
Geboren als Iván Nagy, wurde sein Familienname in seiner Kindheit in Böszörményi-Nagy geändert. Er promovierte 1944 an der Universität Budapest und wurde 1948 Assistenzprofessor in der dortigen Psychiatrie. In der Zeit des Nationalsozialismus und unter Stalin war er Widerstandskämpfer. 1950 emigrierte er über die Schweiz und Deutschland in die Vereinigten Staaten. Zum Zeitpunkt seiner Einbürgerung als US-Bürger vereinfachte er seinen Namen zu Ivan Boszormenyi-Nagy. 1957 gründete er – gemeinsam mit Geraldine Spark – eines der ersten Forschungszentren für Familientherapie am Eastern Pennsylvania Psychiatric Institute (EPPI) in Philadelphia. Ausschlaggebend waren empirische Daten, die besagten, dass die Behandlung von schizophrenen Patienten erfolgreicher war, wenn Familienangehörige einbezogen waren. Diese Gründung entwickelte sich später zum größten Ausbildungszentrum für Familientherapie in den USA. Von 1976 bis 1994 leitete er den Bereich Familientherapie in der Psychiatrischen Abteilung der Drexel University in Philadelphia.
Als wichtigste seiner Neuerungen wird wahrscheinlich die Mehrgenerationen-Perspektive erinnert werden. Beruhend auf Hegel, Buber und Fairbairn kombinierte er vier Elemente des Faktischen, des Individualpsychologischen, die Transaktionalität und die Beziehungsethik, das Gleichgewicht von Geben und Nehmen (Ausgleich), zu einer Therapieform. Boszormenyi-Nagy führte die neue Begriffe Loyalität, Parentifizierung und Allparteilichkeit ein.
In Deutschland wurde sein Konzept durch die Göttinger Gruppe um Eckhard Sperling, Almuth Massing und Günter Reich bekannt, die ihn wiederholt zu Fortbildungsveranstaltungen nach Göttingen einluden. In den 1980er und teilweise 1990er Jahren war er weltweit vielfach Gast bei internationalen Kongressen. In Deutschland war er bei den Kongressen der Heidelberger Schule um Helm Stierlin, einer der deutschen Pioniere, wiederholt Referent.

## Kontextueller Ansatz
Boszormenyi-Nagy hat mit seiner „Kontextuellen Familientherapie“ eine Therapieform entwickelt, die die gesamte Familie eines Psychiatrie-Patienten als Unterstützer in die Behandlung einbezog. Er hat die destruktiven Muster der Familieninteraktionen, die oftmals über mehrere Generationen wirkten, analysiert.
Er bezog Großeltern und Kinder, sowie Geschwister der Patienten in die Therapie ein. Er erarbeitete eine Balance zwischen Loyalitäten und ethischen Verpflichtungen zwischen den Familienmitgliedern. Seine Innovation fügte die ethische Dimension von Beziehungen hinzu. Loyalität, Vertrauen und Fairness stand für ihn im Mittelpunkt des therapeutischen Prozesses.
Das kontextuelle Modell schlägt Beziehungsethik – die ethische oder „Gerechtigkeits“-Dimension enger Beziehungen – als übergreifendes integratives konzeptionelles und methodologisches Prinzip vor. Die Beziehungsethik konzentriert sich insbesondere auf das Wesen und die Rollen von Verbundenheit, Fürsorge, Gegenseitigkeit, Loyalität, Vermächtnis, Schuld, Fairness, Rechenschaftspflicht und Vertrauenswürdigkeit – innerhalb und zwischen Generationen.
Sein Werk umfasste sechs Bücher, davon das Hauptwerk Between Give And Take: A Clinical Guide To Contextual Therapy.
Ausgleich und Mehrgenerationen-Perspektive sind heute wesentliche Grundlagen der Aufstellungsarbeit.

## Schriften
deutschsprachige Publikationen
- Familientherapie: Theorie u. Praxis, Hg. von Ivan Boszormenyi-Nagy u. James L. Framo. Reinbek bei Hamburg 1975 (2 Bände)
- Dialektische Betrachtungen der Intergenerationen-Familientherapie. Ehe 12: 117-131
- Mann und Frau: Verdienstkonten in den Geschlechterrollen. Familiendynamik 2: 35-49
- Gruppenloyalität als Motiv für politischen Terrorismus. (Gemeinsam mit BR Krasner). Familiendynamik 3: 199-208
- Kontextuelle Therapie: Therapeutische Strategien zur Schaffung von Vertrauen. Familiendynamik 6: 176-195
- Unsichtbare Bindungen, Die Dynamik familiärer Systeme, Stuttgart 1981 (Originalausgabe und dt. Erstausgabe 1973)